# Erythrodiplax juliana
Erythrodiplax juliana – gatunek ważki z rodziny ważkowatych (Libellulidae). Występuje na terenie Ameryki Południowej.